# العلاقات الفلبينية الليختنشتانية
العلاقات الفلبينية الليختنشتانية هي العلاقات الثنائية التي تجمع بين الفلبين وليختنشتاين.

## مقارنة بين البلدين
هذه مقارنة عامة ومرجعية للدولتين:
| وجه المقارنة                                              | الفلبين                       | ليختنشتاين                                 |
| --------------------------------------------------------- | ----------------------------- | ------------------------------------------ |
| المساحة (كم2)                                             | 343.45 ألف                    | 16                                         |
| عدد السكان (نسمة)                                         | 104.92 مليون                  | 37.47 ألف                                  |
| الكثافة السكانية (ن./كم²)                                 | 305.49                        | 234.19 ألف                                 |
| العاصمة                                                   | مانيلا                        | فادوتس                                     |
| اللغة الرسمية                                             | اللغة الفلبينية، لغة إنجليزية | اللغة الألمانية                            |
| العملة                                                    | بيسو فلبيني                   | فرنك سويسري                                |
| الناتج المحلي الإجمالي (بليون دولار)                      | 313.60 مليار                  | 6.29 مليار                                 |
| الناتج المحلي الإجمالي (تعادل القوة الشرائية) بليون دولار | 743.90 مليار                  |                                            |
| الناتج المحلي الإجمالي الاسمي للفرد دولار أمريكي          | 2.90 ألف                      |                                            |
| الناتج المحلي الإجمالي للفرد دولار أمريكي                 | 7.39 ألف                      |                                            |
| مؤشر التنمية البشرية                                      | 0.668                         | 0.908                                      |
| رمز المكالمات الدولي                                      | +63                           | +423                                       |
| رمز الإنترنت                                              | .ph                           | .li                                        |
| المنطقة الزمنية                                           | توقيت الفلبين                 | توقيت وسط أوروبا، ت ع م+01:00، ت ع م+02:00 |

## منظمات دولية مشتركة
يشترك البلدان في عضوية مجموعة من المنظمات الدولية، منها:
| علم المنظمة | اسم المنظمة                   | تاريخ انضمام الفلبين | تاريخ انضمام ليختنشتاين |
| ----------- | ----------------------------- | -------------------- | ----------------------- |
|             | الاتحاد البريدي العالمي       | ?                    | ?                       |
|             | الاتحاد الدولي للاتصالات      | 25 مايو 1912         | 25 يوليو 1963           |
|             | منظمة حظر الأسلحة الكيميائية  | ?                    | ?                       |
|             | منظمة التجارة العالمية        | 1995                 | ?                       |
|             | منظمة الشرطة الجنائية الدولية | ?                    | ?                       |
|             | الأمم المتحدة                 | 24 أكتوبر 1945       | 18 سبتمبر 1990          |

## وصلات خارجية
- موقع وزارة الخارجية الفلبينية